# Kloster des Heiligen Hiob von Potschajew

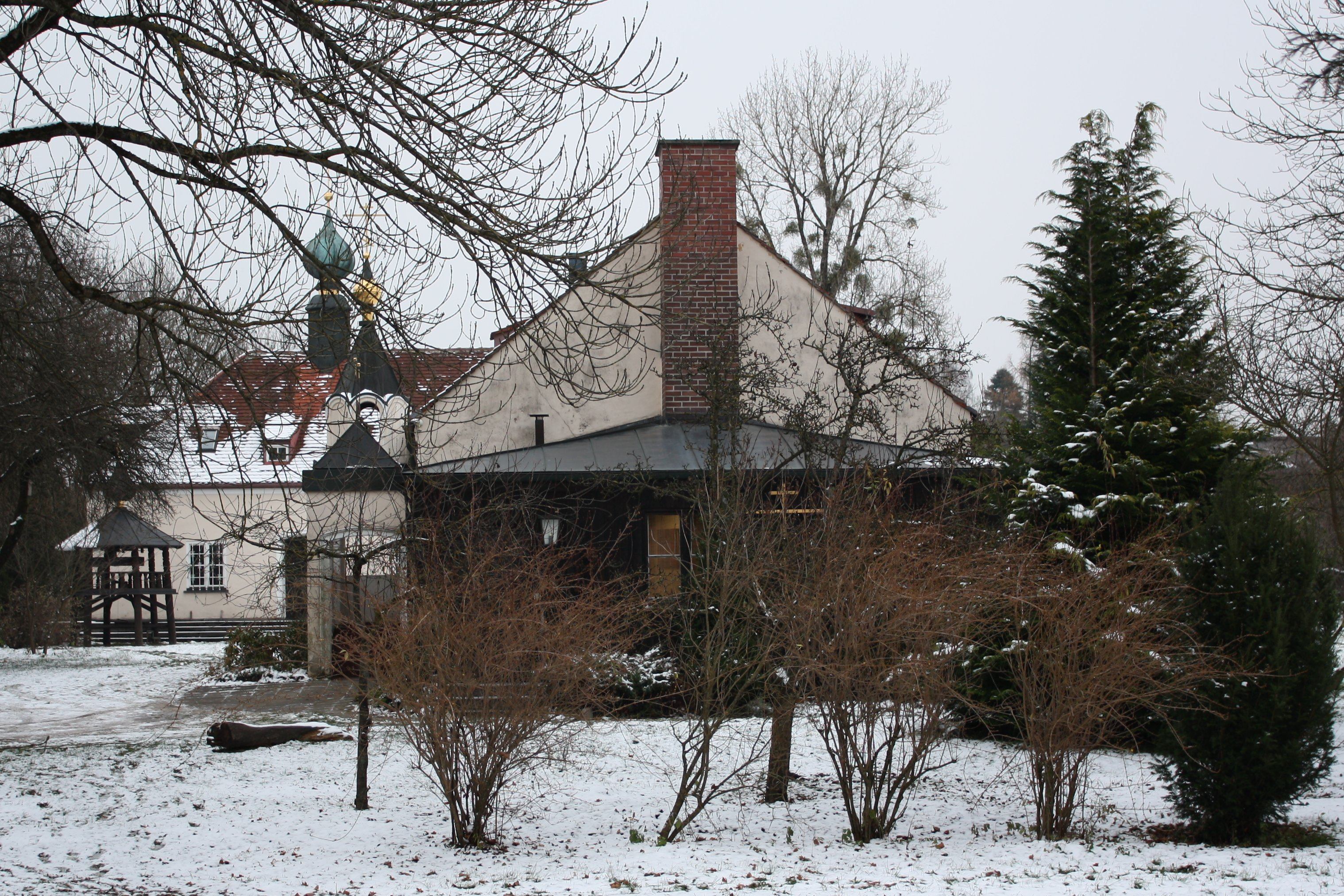
Kloster des Heiligen Hiob von Potschajew

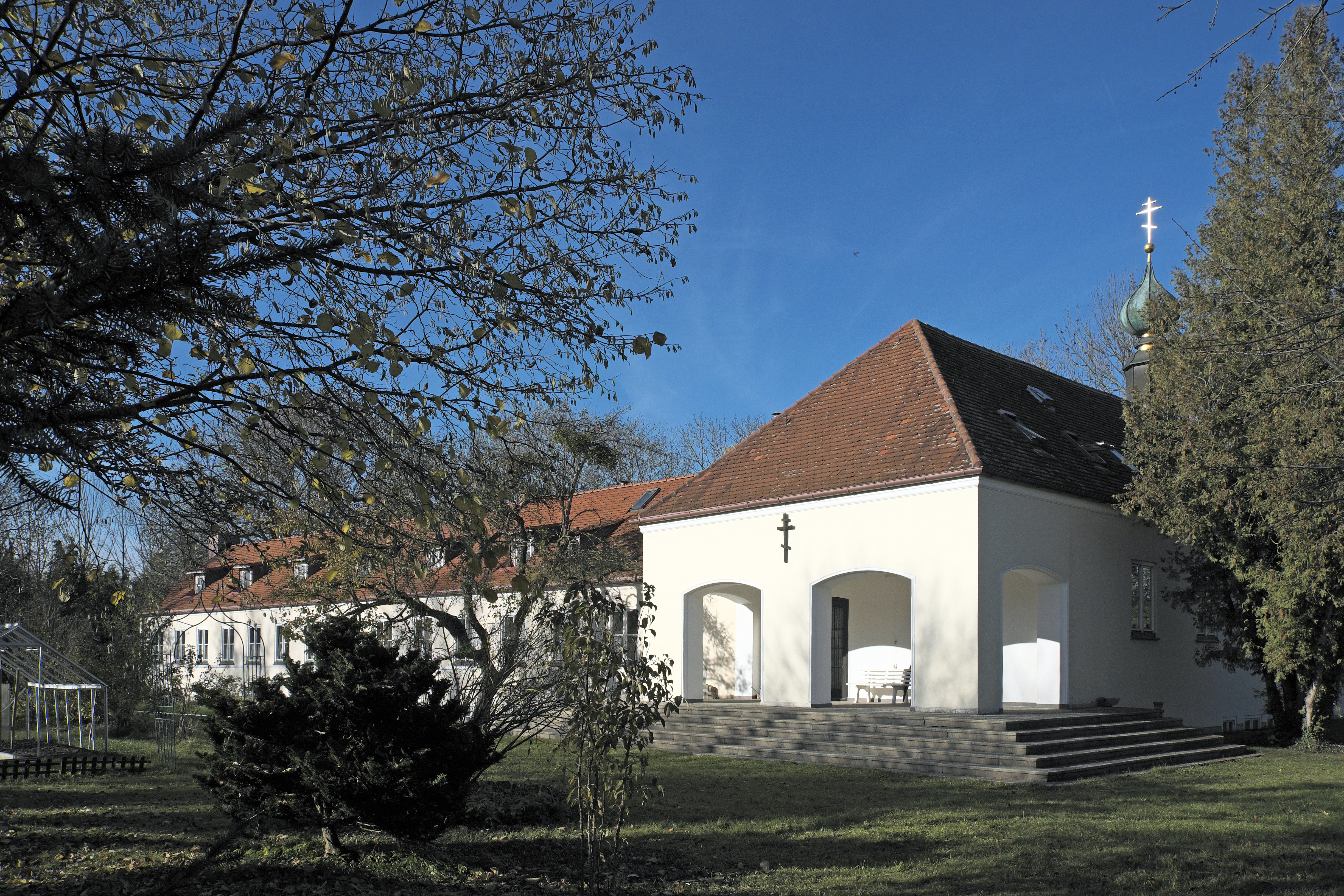
Kloster des Heiligen Hiob von Potschajew

Das Kloster des Heiligen Hiob von Potschajew oder Kloster Obermenzing ist ein zur Russischen Orthodoxen Auslandskirche (ROKA) gehörendes Männerkloster im Münchener Stadtteil Obermenzing. Es ist zugleich Residenz von Metropolit Mark, der die Russische Orthodoxe Diözese des orthodoxen Bischofs von Berlin und Deutschland leitet.

## Entstehung
Das orthodoxe Mönchskloster in München-Obermenzing besteht seit 1945. Es liegt in unmittelbarer Nähe der Blutenburg in Obermenzing.
Ursprünglich war dieses Kloster von Mönchen, die nach der Oktoberrevolution aus Russland geflohen waren, 1926 in der Ostslowakei gegründet worden. Zur Bruderschaft gehörten bei Kriegsende mehr als 40 Mönche, die dann erneut vor der Roten Armee nach Westen flohen und Ende 1945 ihr Kloster in München neu gründeten. Über Jahrzehnte lebten nur noch wenige betagte Mönche im Kloster.
1980 übersiedelte der damalige Bischof und heutige Metropolit Mark, das derzeitige Oberhaupt der deutschen Diözese, in das Kloster, worauf die Gemeinschaft, der derzeit 10 Mönche angehören, wieder anzuwachsen begann.

## Derzeitige Gebäude
Die derzeitigen Gebäude dienten einst als Heim der Hitlerjugend. Sie wurden von den Mönchen nach dem Krieg in Eigenleistung ausgebaut. Der frühere Turnsaal wurde zu einer Kirche zu Ehren des hl. Hiob von Potschajew. Die Kirche enthält eine Ikonostase mit Ikonen von Pater Kiprian (damals in Genf) und Fresken der Mönche. Außerdem sind in dem Gelände die bescheidenen Unterkünfte für die derzeit etwa ein Dutzend Mönche, Gästezimmer, eine Druckerei und eine Kerzenzieherei untergebracht. In den Jahren nach 1980 wurden das Kloster und die Kirche renoviert und ausgebaut. Auch die alte Druckerei wurde erneuert.
Im Laufe der Jahre verschlechterte sich der bauliche Zustand der Anlage zunehmend und zugleich wurden die Räumlichkeiten zu eng. So ist die Kerzen- und Weihrauchfabrik mittlerweile in Provisorien untergebracht und ein Zirkuswagen dient als Notunterkunft (Stand Herbst 2024). Darüber hinaus rückte die umliegende Bebauung näher an die Anlage heran und damit kommt es immer wieder zu Lärmbelästigungen. Es gab auch Vorfälle von Vandalismus und Brandstiftung durch Jugendliche.
Da sich ein Neubau an gleicher Stelle nach Abstimmung mit der Lokalbaukommission und dem Bayerischen Landesamt für Denkmalpflege als schwierig herausstellte, entschied sich die Klostergemeinschaft dazu, eine neue Heimstätte zu suchen. Nach sorgfältiger Überlegung fiel die Wahl auf das Schloss Seyfriedsberg im schwäbischen Ziemetshausen, das bessere Bedingungen für das klösterliche Leben und die Arbeit der Mönche bietet. Ende 2019 wurde eine Bauvoranfrage für die beabsichtigte Nutzungsänderung gestellt. Nach Erhalt des Bauvorbescheids wurden die Verhandlungen mit den Eigentümern weitergeführt und das Schloss im September 2024 schließlich erworben. Nach einer geplanten Sanierungsphase von mindestens eineinhalb Jahren soll das Kloster an den neuen Standort umziehen.

## Geistliches Zentrum
Die Bedeutung des Klosters für die Diözese besteht darin, dass mögliche Anwärter für das Priesteramt im Kloster leben können und hier ihre theologische und praktische Ausbildung erhalten. Seit 1980 konnten mehrere Kandidaten auf das Priesteramt vorbereitet werden. Oft nutzen die Priesteramtskandidaten die Möglichkeit eines Fernstudiums am Geistlichen Seminar des Moskauer Sretenski-Klosters.
Als geistliches Zentrum spielt das Kloster nicht nur für die deutsche Diözese eine große Rolle, sondern darüber hinaus für die europäischen Nachbarländer. Seit dem Zusammenbruch des Kommunismus in den osteuropäischen Staaten kommen sehr oft Besucher und Pilger aus diesen Ländern. Viele der Pilger bleiben einige Tage, andere auch Wochen als Gäste im Kloster und nehmen am monastischen Leben teil.
Am 10. November (28. Oktober nach dem Julianischen Kalender) begeht das Kloster das Patronatsfest, das Fest des heiligen Hiob von Potschajew.

## Ökonomie
Das Kloster betreibt eine Kerzengießerei, von der die Gemeinden der ROKA ihre Kerzen beziehen, außerdem wird Weihrauch hergestellt. Mitte der 1980er Jahre wurde die Klosterdruckerei modernisiert und seitdem wird orthodoxes Schrifttum in deutscher und russischer Sprache herausgegeben. Das Kloster hat einen kleinen Verlag und gibt die Buchreihe Begegnung mit der Orthodoxie heraus, daneben liturgisches Schrifttum, Gebetbücher, Kirchenkalender und Ähnliches.
Formal wird das Kloster von der Russische Orthodoxe Kirchenstiftung für Wissenschaft, Denkmalpflege und Mildtätigkeit mit Sitz in Bad Honnef getragen.

## Der Bote
Im Kloster wird als einziges Periodikum die zweimonatlich erscheinende Diözesanzeitschrift (Vestnik/Bote) gedruckt. „Der Bote der deutschen Diözese der Russisch Orthodoxen Kirche im Ausland“ – so der offizielle Titel – wird von der Bruderschaft des Klosters des Heiligen Hiob von Potschajew gedruckt und finanziert.